# Justice (film, 1919)
Pour les articles homonymes, voir Justice (homonymie).
Pour plus de détails, voir Fiche technique et Distribution.
Justice ou Le Cœur se trompe (The Greatest Question) est un film américain réalisé par D. W. Griffith, sorti en 1919.

## Synopsis
Nellie Jarvis assiste quand elle est enfant au meurtre d'une femme par un couple, sans toutefois pouvoir se rappeler clairement la scène. Une fois adulte, elle revient s'installer dans la région de son enfance après la mort de ses parents et trouve un foyer accueillant chez les Hilton. Elle commence une histoire d'amour avec le cadet de la famille Jimmie, tandis que l’aîné John est mobilisé dans la marine lors de la Première Guerre mondiale et part combattre en Europe. 
La pauvreté des Hilton oblige cependant Nellie a travailler pour un couple voisin, les Cains. Ces derniers, qui se révèlent être les meurtriers de la scène vécue dans son enfance, la harcèlent physiquement et psychologiquement, faisant de son existence un véritable fardeau. Dans le même temps, l’aîné John meurt à la guerre et la mère Hilton a une vision de son fils qui lui conseille de ne pas vendre la propriété familiale malgré leurs difficultés financières. 
Le lendemain, du pétrole est trouvé sur les terres familiales, résolvant les problèmes d'argent de la famille. Nellie a de son côté découvert le passé meurtrier du couple Cain, et cherche désormais à s'échapper de la maison. Alors qu'elle est sur le point d'être étranglée par le couple pour s’assurer de son silence, Jimmie arrive sur les lieux pour la prévenir de la découverte du pétrole sur ses terres. Réagissant rapidement, il réussit à neutraliser le couple et à sauver Nellie. Le couple Cain est ensuite arrêté tandis que Nellie et Jimmie sont enfin réunis et s'apprêtent à vivre des jours heureux ensemble.

## Fiche technique
- Titre original : The Greatest Question
- Titre français : Justice ou Le Cœur se trompe
- Réalisation : D. W. Griffith
- Scénario : Stanner E.V. Taylor, d'après le livre de William Hale
- Photographie : G.W. Bitzer
- Musique : Albert Pesce
- Montage : James Smith
- Production : D. W. Griffith
- Société de production : D. W. Griffith, Inc.
- Société de distribution : First National Pictures
- Pays de production :  États-Unis
- Langue originale : anglais
- Format : noir et blanc - 35 mm — 1,37:1 - film muet
- Genre : Film dramatique
- Durée : 80 minutes
- Date de sortie :
  - USA : 28 décembre 1919
  - France : 9 février 1923

## Distribution

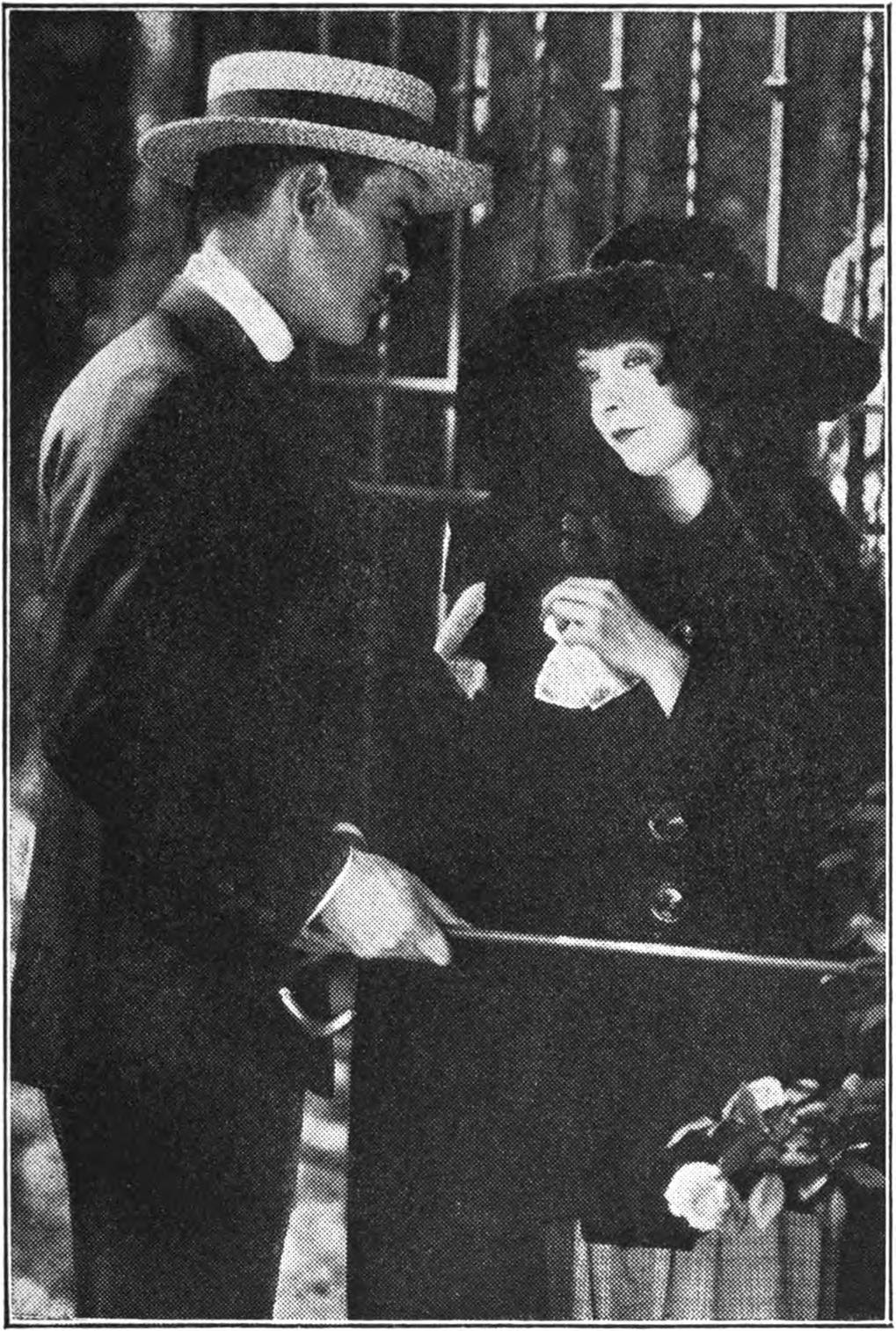
Robert Harron et Lillian Gish

- Lillian Gish : Nellie Jarvis
- Robert Harron : Jimmie Hilton
- Ralph Graves : John Hilton Jr.
- Eugenie Besserer : Mrs. Hilton
- George Fawcett : Mr. Hilton
- Tom Wilson : Oncle Zeke
- George Nichols : Martin Cain
- Josephine Crowell : Mrs. Cain